# Acraea boopis
Acraea boopis är en fjärilsart som beskrevs av Wichgraf 1914. Acraea boopis ingår i släktet Acraea och familjen praktfjärilar. Inga underarter finns listade i Catalogue of Life.